# Tabira
Tabira este un oraș în Pernambuco (PE), Brazilia.